# Stefanów (województwo dolnośląskie)
Stefanów – osada w Polsce, położona w województwie dolnośląskim, w powiecie górowskim, w gminie Wąsosz. 
Do 2024 r. miejscowość była przysiółkiem wsi Czeladź Wielka. W latach 1975–1998 przysiółek należał administracyjnie do województwa leszczyńskiego.